# Stupeň B1048 Falconu 9
Stupeň B1048 Falconu 9 je první stupeň rakety Falcon 9 vyráběné společností SpaceX, jedná se o třetí vyrobený exemplář verze Block 5 a zároveň první stupeň Falconu 9, který byl použit pětkrát. Poprvé tento první stupeň letěl v červenci 2018, kdy vynášel deset družic Iridium NEXT. Po vynesení nákladu na nízkou polární oběžnou dráhu úspěšně přistál na mořské ploše JRTI. Tento stupeň podruhé letěl při misi SAOCOM 1A, při tomto letu došlo k prvnímu přistání na plochu LZ-4.
Pro své třetí použití byl stupeň převezen na Floridu, kde v únoru 2019 odstartoval z rampy SLC-40, primárním nákladem byla telekomunikační družice Nusantara Satu, společně s ní byl vynesen první izraelský měsíční lander Beresheet a mikrosatelit S5 amerického letectva.
Čtvrtou misí toho stupně měl být původně test únikového systému Crew Dragonu, ale po zničení kabiny C201, která provedla první testovací let a měla být znovupoužita, byl tento stupeň přiřazen k misi Starlink v1-1. Jednalo se o druhý start s družicemi této konstelace. První stupeň splnil svou úlohu a v pořádku přistál na mořské plošině OCISLY.
Během páté mise Falcon úspěšně vynesl várku družic Starlink. Už během letu na orbitu však selhal jeden z motorů Merlin 1D, kvůli čemuž se nepodařilo přistání stupně na plošinu OCISLY.

## Historie letů
| Číslo použití | Datum startu (UTC) | Let číslo | Náklad             | Start | Místo startu | Přistání | Místo přistání | Poznámky                                     |
| ------------- | ------------------ | --------- | ------------------ | ----- | ------------ | -------- | -------------- | -------------------------------------------- |
| 1             | 25. července 2018  | 59        | Iridium NEXT 56-65 |       | VAFB SLC-4E  |          | JRTI           |                                              |
| 2             | 8. října 2018      | 62        | SAOCOM 1A          |       | VAFB SLC-4E  |          | LZ-4           | První přistání na LZ-4.                      |
| 3             | 22. února 2019     | 68        | Nusantara Satu     |       | CCAFS SLC-40 |          | OCISLY         |                                              |
| 4             | 11. listopadu 2019 | 75        | Starlink v1-1      |       | CCAFS SLC-40 |          | OCISLY         | První použití již třikrát letěného stupně.   |
| 5             | 18. března 2020    | 83        | Starlink v1-5      |       | KSC LC-39A   |          | OCISLY         | První použití již čtyřikrát letěného stupně. |